# 森崎和江
森崎 和江（もりさき かずえ、1927年4月20日 - 2022年6月15日）は、日本の詩人、ノンフィクション作家、元放送作家。
ASLE-Japan／文学・環境学会会員、日本放送作家協会会員。日本脚本家連盟会員。 

## 経歴
日本統治時代の朝鮮の大邱で教師の子として生まれ、17歳で単身日本に渡る。1947年、福岡県女子専門学校（現・福岡女子大学）保健科卒。
太平洋戦争下の学生動員中、結核に感染し、戦後の3年間、療養所生活を送る。退所後、1950年、丸山豊が主宰する詩誌『母音』同人となる。1956年ごろから、NHK福岡放送局でラジオのエッセイや、ラジオドラマの脚本を担当。
1958年、『母音』で知り合った谷川雁ともに筑豊の炭坑町に転居。同年、谷川雁、上野英信らと文芸誌『サークル村』を創刊（1960年まで）。1959年-1961年、女性交流誌『無名通信』を刊行。大正鉱業の閉山（1964年12月）まで谷川と同居を続けたが、二人は対立し、谷川は東京へ去る。
以後福岡県を根拠地として炭鉱、女性史、海外売春婦などについて多くのノンフィクション、また詩集を刊行する。
1993年、佐賀県立名護屋城博物館協議会委員。1994年、丸山豊記念現代詩賞選考委員。1997年3月～2002年5月宗像市総合公園管理公社理事長。2002年4月より福岡教育大学運営諮問会議委員（なお「読売人物データベース」では「2000年から2004年」となっている）。2004年、生涯学習講座「むなかた市民大学『ゆめおり』」（宗像市、森崎和江学長）開講。
木村栄文のテレビドキュメンタリー作品『まっくら』『祭ばやしが聞こえる』にて構成や案内役として携わっている。
2022年6月15日、呼吸不全のため死去。95歳没。

## 受賞[1]
- 1977年、芸術祭賞優秀賞（テレビドラマ部門）「祭りばやしが聞こえる」
- 1978年、芸術祭賞優秀賞（テレビドラマ部門）「草の上の舞踏」
- 1978年、芸術祭賞優秀賞（ラジオ部門）「海鳴り」
- 1985年、芸術祭賞優秀賞（ラジオ部門）「新しい人よ目覚めよ」[2]
- 1991年、福岡文化賞
- 1992年、地方出版文化功労賞記念特別賞（第5回）「風になりたや旅ごころ」
- 1994年、西日本文化賞社会文化賞（第53回）
- 1995年、福岡県文化賞（創造部門）（第2回）[5]
- 2002年、福岡県男女共同参画表彰県民賞（第1回）
- 2005年、丸山豊記念現代詩賞（第14回）「ささ笛ひとつ」

## 著書
- 『まっくら 女坑夫からの聞き書き』理論社 1961、三一書房 1977、岩波文庫 2021
- 『非所有の所有 性と階級覚え書』現代思潮社 1963
- 『さわやかな欠如 詩集』国文社 1964
- 『第三の性 はるかなるエロス』三一新書 1965 のち河出文庫　のち河出書房新社で再刊
- 『ははのくにとの幻想婚 評論集』現代思潮社 1970
- 『闘いとエロス』三一書房 1970
- 『異族の原基』大和書房1971
- 『奈落の神々 炭抗労働精神史』大和書房 1973 のち平凡社ライブラリー
- 『匪賊の笛』葦書房 1974
- 『からゆきさん』朝日新聞社 1976 のち文庫
- 『光の海のなかを』冬樹社 1977.10
- 『ふるさと幻想』大和書房 1977.12
- 『遥かなる祭』朝日新聞社 1978.2 のち文庫
- 『産小屋日記』三一書房 1979.3
- 『ミシンの引き出し』大和書房 1980.1
- 『海路残照』朝日新聞社 1981.3 のち文庫
- 『海鳴り 作品集』三一書房 1981.10
- 『髪を洗う日』大和書房 1981.10
- 『旅とサンダル』花曜社 1981.12
- 『クレヨンを塗った地蔵』角川書店 1982.3
- 『風』沖積舎 (現代女流自選詩集叢書)　1982
- 『湯かげんいかが』東京書籍 1983.3 のち平凡社ライブラリー
- 『消えがての道』花曜社 1983.4
- 『能登早春紀行』花曜社 1983.8
- 『森崎和江詩集』土曜美術社 (日本現代詩文庫)1984
- 『慶州は母の呼び声 わが原郷』新潮社 1984.3　のちちくま文庫、MC新書
- 『津軽海峡を越えて』花曜社 1984.9
- 『悲しすぎて笑う 女座長筑紫美主子の半生』文藝春秋 1985.6 のち文庫
- 『奈落物語』大和書房 1985.2
- 『日本の父』潮出版社 1986.11
- 『インドの風のなかで』石風社 1986.2
- 『こだまひびく山河の中へ 韓国紀行八五年春』朝日新聞社 1986.7
- 『トンカ・ジョンの旅立ち 北原白秋の少年時代』日本放送出版協会 1988.11
- 『ナヨロの海へ 船乗り弥平物語』集英社 1988.5
- 『大人の童話・死の話』弘文堂(叢書死の文化)　1989
- 『詩的言語が萌える頃』葦書房 1990.8
- 『風になりたや旅ごころ』葦書房 1991.6
- 『きのうから明日へ 庶民聞き書き』葦書房 1992.2
- 『荒野の郷 民権家・岡田孤鹿と二人妻』朝日新聞社 1992.5
- 『買春王国の女たち 娼婦と産婦による近代史』宝島社 1993.9
- 『いのちを産む』弘文堂 1994.2
- 『いのちの素顔』岩波書店(シリーズ―生きる)1994
- 『二つのことば・二つのこころ ある植民二世の戦後』筑摩書房 1995.7
- 『地球の祈り』深夜叢書社 1998.5
- 『いのち、響きあう』藤原書店 1998.4
- 『愛することは待つことよ 二十一世紀へのメッセージ』藤原書店 1999.10
- 『いのちへの手紙』御茶の水書房(神奈川大学評論ブックレット)2000
- 『北上幻想 いのちの母国をさがす旅』岩波書店 2001.2
- 『見知らぬわたし 老いて出会う、いのち』東方出版 2001.4
- 『いのちの母国探し』風濤社 2001.9
- 『いのちへの旅 韓国・沖縄・宗像』岩波書店 2004.1
- 『ささ笛ひとつ』思潮社 2004.10
- 『語りべの海』岩波書店 2006.1
- 『草の上の舞踏 日本と朝鮮半島の間に生きて』藤原書店 2007.8
- 『精神史の旅 森崎和江コレクション』全5巻 藤原書店 2008-2009
- 『いのちの自然 十年百年の個体から千年のサイクルへ』アーツアンドクラフツ(やまかわうみ別冊) 2014
- 『くらす』太田大八 絵 復刊ドットコム(五感のえほん 2015
- 『森崎和江詩集』思潮社(現代詩文庫)　2015
- 『いのる』山下菊二 絵 復刊ドットコム(五感のえほん 2016

### 共著編
- 『与論島を出た民の歴史』川西到共著 たいまつ社 1971
- 『魂ッコの旅 対話』野添憲治 秋田書房 1979.6
- 『日本の名随筆 産』（編）作品社 1989.3
- 『原生林に風がふく』簾内敬司共著 岩波書店 1996.4
- 『日本断層論 社会の矛盾を生きるために』中島岳志共著  2011(NHK出版新書)